# 元怒和
元怒和（もとぬわ）は、愛媛県松山市の町丁。郵便番号は791-4321。住民基本台帳に基づく人口は153人、世帯数は95世帯（2024年1月1日現在）。丁目の設定のない単独町名である。住居表示は全域で未実施。

## 位置
愛媛県の広島県・山口県との県境に位置する忽那諸島の一島である怒和島の西岸地域。西に津和地島と対する。

## 地名の由来
江戸時代初期までは、怒和島は怒和村一村であったが、上と下の二つの集落にわかれ、当地域は「島浦尻」と呼ばれていた。それが「島尻村」となり、天明5年には「下怒和」と呼ばれていた。明治の町村制実施時に、人口の多い当地域が「下怒和」では具合が悪いとして「元怒和」と改名した。

## 社会

### 行政区画の変遷
江戸時代には大洲藩に属した。明治の町村制実施により、神和村ができ、当地に村役場が置かれた。1959年（昭和34年）中島町となり、さらに2005年（平成17年）松山市への編入により松山市域となる。

### 人口
- 明治初期に173戸、人口810との記録がある（風早郡地誌）
- 2020年（令和2年）　90世帯、157人（男72人、女85人）（国勢調査）

### 公共（的）施設
- 松山市立怒和小学校
- 元怒和保育所
- 神和郵便局
- 中島地区簡易水道浄水場
- 漁協支所

## 交通
元怒和港